# Hydropsyche pluvialis
Hydropsyche pluvialis är en nattsländeart som beskrevs av Navás 1932. Hydropsyche pluvialis ingår i släktet Hydropsyche och familjen ryssjenattsländor. Inga underarter finns listade i Catalogue of Life.